# Blue Coat Systems
Blue Coat Systems, Inc. fue una empresa que ofrecía hardware, software y servicios diseñados para la ciberseguridad y la gestión de redes. En 2016 fue adquirida e incorporada a Symantec, y en 2019, como parte del negocio de Seguridad Empresarial de Symantec, fue vendida a Broadcom.
La empresa fue conocida como CacheFlow hasta 2002.
La empresa tenía "un amplio portafolio de seguridad que incluía hardware, software y servicios".Era más conocida por sus dispositivos de puerta de enlace web que analizaban el tráfico de Internet en busca de amenazas de seguridad, autenticaban a los usuarios y gestionaban el tráfico cifrado, así como por productos para monitorear y filtrar la actividad en Internet de los empleados.También producía productos para consumidores, como software de control parental.Los productos de la empresa fueron vendidos inicialmente a proveedores de servicios de Internet, pero los productos posteriores estaban dirigidos a grandes empresas.

## Historia
En marzo de 1996, la empresa fue fundada como CacheFlow, Inc. en Redmond, Washington, por Michael Malcolm, un científico informático y profesor de la Universidad de Waterloo, Joe Pruskowski y Doug Crow.La empresa recaudó inicialmente 1 millón de dólares en capital semilla de una docena de inversionistas ángeles.
El objetivo de la empresa era desarrollar dispositivos que aumentaran la velocidad de los sitios web almacenando en caché los datos web de acceso frecuente.
En octubre de 1996, Benchmark Capital compró el 25% de la empresa por 2.8 millones de dólares, equivalente a un precio de 87.5 centavos por acción.Para febrero de 1997, la empresa había recaudado 5.1 millones de dólares.En diciembre de 1997, U.S. Venture Partners adquirió el 17% de la empresa por 6 millones de dólares.
En 1997, la empresa trasladó su sede a Silicon Valley.
En enero de 1998, la empresa lanzó su primer producto, el CacheFlow 1000. Este almacenaba en caché objetos de sitios web que los usuarios probablemente usarían repetidamente, para aumentar la velocidad de carga.En octubre de 1999, se lanzó el sistema operativo CacheOS.
En abril de 1998, la empresa lanzó el CacheFlow 100.
A mediados de 1998, durante la burbuja puntocom, la empresa realizó sus primeras ventas, obteniendo solo 809,000 dólares en un período de tres meses, y los inversionistas comenzaron a presionar para una oferta pública de venta (OPV).
En marzo de 1999, Technology Crossover Ventures invirtió 8.7 millones de dólares por el 7% de la empresa, equivalente a un precio de 4.575 dólares por acción.
En septiembre de 1999, la empresa lanzó el CacheFlow 500, con un precio de lista de 9,995 dólares.Una revisión comparativa de dispositivos de almacenamiento en caché en PC Magazine otorgó al CacheFlow 500 el reconocimiento de Editor's Choice. El editor afirmó que tenía un "rendimiento excelente", una configuración tipo "enchufar y listo" y "buenas herramientas de gestión". La reseña destacó que sus "características más notables" eran su almacenamiento en caché DNS y sus técnicas de canalización de objetos, que permitían entregar los datos de las páginas en flujos paralelos en lugar de secuenciales.
A principios de noviembre de 1999, Marc Andreessen invirtió 3.1 millones de dólares en acciones, a un precio de 11.04 dólares por acción.
El 19 de noviembre de 1999, durante el auge de la burbuja puntocom, se convirtió en una empresa de capital abierto mediante una oferta pública de venta, recaudando 132 millones de dólares. Las acciones se quintuplicaron en su primer día de cotización. Sin embargo, la empresa no era rentable y su producto no estaba comprobado.En ese momento, la compañía tenía 3.6 millones de dólares en ingresos y 6.6 millones en pérdidas en los tres meses anteriores.Inicialmente, la empresa esperaba fijar el precio de sus acciones entre 11 y 13 dólares cada una y recaudar 50 millones, pero debido a la fuerte demanda, fijó el precio en 26 dólares por acción. Un mes después, estas llegaron a cotizarse hasta en 182 dólares cada una.
En 1999, Andrew Rachleff, miembro del consejo de administración y representante de Benchmark Capital, uno de los inversionistas, incorporó a Brian NeSmith como director ejecutivo, quien acababa de vender su empresa, Ipsilon Networks, a Nokia por 120 millones de dólares.
En 2000, la empresa introdujo la familia de productos CacheFlow Server Accelerator, que descarga tareas de entrega de contenido desde los servidores web.Pruebas realizadas por Network World demostraron que el Server Accelerator 725 aumentaba la velocidad de carga de sitios web hasta ocho veces.Ese mismo año también se presentó la familia de productos CacheFlow Client Accelerator 600. Fue la primera línea de productos de la empresa destinada a redes corporativas, almacenando en caché contenido web o multimedia directamente en la red corporativa.
Los ingresos crecieron de 7 millones de dólares en 1998, a 29 millones en 1999 y 97 millones en 2001. Ya tenía el 25% del mercado total de almacenamiento en caché y el 35% del mercado de dispositivos de almacenamiento en caché,y aún no era rentable.
En marzo de 2000, la empresa integró sus productos con los de Akamai Technologies.
En mayo de 2000, la empresa actualizó CacheFlow OS para almacenar en caché contenido multimedia, incluyendo los formatos RealSystem de RealNetworks, Windows Media de Microsoft y QuickTime de Apple.
En junio de 2000, la empresa adquirió Springbank Networks, una compañía de dispositivos para Internet, por 180 millones de dólares.
En diciembre de 2000, la empresa adquirió Entera, una compañía de transmisión de contenido digital, por 440 millones de dólares.
En 2001, se introdujeron nuevas funciones específicamente para medios en streaming bajo el nombre "cIQ".
Más adelante en 2001, la empresa fue renombrada como Blue Coat Systems para centrarse en dispositivos de seguridad y simultáneamente lanzó el SG800. Este dispositivo se ubicaba detrás de los cortafuegos corporativos para filtrar el tráfico web en busca de virus, gusanos y otro software malicioso. Contaba con un sistema operativo personalizado llamado Security Gateway y ofrecía muchas de sus funciones de seguridad a través de socios como Symantec y Trend Micro.
La empresa perdió el 97% de su valor entre octubre de 2000 y marzo de 2001 debido al estallido de la burbuja puntocom. La compañía continuó teniendo pérdidas.Para 2002, varias empresas competidoras en el mercado de almacenamiento en caché de Internet habían abandonado el sector, debido a la lenta adopción de la tecnología de caché, y la mayor parte de los ingresos de CacheFlow provenían de sus productos de seguridad informática.
En febrero de 2002, la empresa cerró su oficina en Redmond, Washington, y despidió a unos 60 trabajadores de esa sede. A alrededor de una docena de empleados de Redmond se les ofrecieron traslados a la oficina de Sunnyvale, California.
En abril de 2002, la empresa lanzó la quinta versión de su sistema operativo. La serie Security Gateway 600/6000 fue la nueva familia de productos de la compañía. Contaba con una variedad de funciones de seguridad, como autenticación, políticas de uso de Internet, escaneo de virus, filtrado de contenido y restricciones de ancho de banda para aplicaciones de video en streaming.
En agosto de 2002, la empresa comenzó a añadir funciones de seguridad en tecnologías de la información.
También en agosto de 2002, la empresa cambió su nombre a Blue Coat Systems. El nuevo nombre estaba pensado para evocar la imagen de un oficial de policía o guardia.A partir de entonces, comenzó a centrarse en dispositivos de seguridad para Internet.Sus productos se utilizaban principalmente para controlar, monitorear y asegurar el uso de Internet por parte de los empleados. Por ejemplo, una empresa podía limitar el acceso de sus empleados a juegos en línea y servicios de streaming de video, así como escanear archivos adjuntos en busca de virus. 
El cambio de enfoque fue seguido inicialmente por menores pérdidas e ingresosy, con el tiempo, por el crecimiento de la empresa.Las pérdidas en 2002, después del cambio de nombre, fueron de 247 millones de dólares, aproximadamente la mitad de las pérdidas del año anterior.
Para 2003, la empresa contaba con 250 empleados y tenía ingresos anuales de 150 millones de dólares.
En 2003, se introdujeron tres nuevos productos dirigidos a pequeñas y medianas empresas (PYMES) con 50, 100 o 250 usuarios, en paquetes junto con Websense y Secure Computing; aunque la asociación con Websense fue posteriormente, al menos en parte, desmantelada y ambos proveedores comenzaron a "lanzarse barro" entre sí en la comunidad de distribuidores (VAR).Esto fue seguido por una segunda generación de la familia de productos ProxySG, que incorporó funciones de seguridad para mensajería instantánea. Una reseña en eWeek señaló que la nueva línea ProxySG era eficaz y fácil de implementar, pero que las tarifas de mantenimiento continuo eran costosas.
En octubre de 2003, la empresa adquirió Ositis Software, fabricante de dispositivos antivirus, por 1.36 millones de dólares.
En julio de 2004, la empresa adquirió Cerberian, una compañía de filtrado de URL, por 17.5 millones de dólares.
En 2005, la empresa presentó un dispositivo antiespía llamado Spyware Interceptor y, al año siguiente, anunció futuros productos de optimización de WAN.Esto fue seguido por dispositivos de seguridad SSL-VPN para asegurar conexiones remotas.
En 2005, la empresa fue rentable por primera vez.
En 2006, la empresa presentó una herramienta web gratuita llamada K9 Web Protection, capaz de monitorear el tráfico de Internet, bloquear ciertos sitios web e identificar estafas de phishing. En una reseña de noviembre de 2008, PC World le otorgó 4.25 de 5 estrellas.
En marzo de 2006, la empresa adquirió Permeo Technologies, una compañía de seguridad para dispositivos finales, por 60 millones de dólares.
En junio de 2006, la empresa adquirió los activos de NetCache de NetApp, relacionados con el almacenamiento en caché por proxy, por 30 millones de dólares.
En junio de 2008, la empresa adquirió Packeteer, dedicada a la optimización de WAN, por 268 millones de dólares.
En 2009, la empresa presentó un complemento para PacketShaper destinado a limitar aplicaciones como Spotify.Una reseña del PacketShaper 12000 en IT Pro le otorgó cuatro de cinco estrellas. La reseña señaló que "no encontrarás una gestión del tráfico WAN superior en ningún otro lugar", aunque "la plataforma de hardware podría estar más actualizada considerando el precio".
En noviembre de 2009, la empresa llevó a cabo una reestructuración que incluyó el despido de 280 de sus 1,500 empleados y el cierre de instalaciones en Letonia, Nueva Jersey y los Países Bajos.
En febrero de 2010, la empresa adquirió S7 Software Solutions, una firma de investigación y desarrollo en TI con sede en Bangalore, por 5.25 millones de dólares.
En agosto de 2010, Michael J. Borman fue nombrado presidente y director ejecutivo de la empresa.
En agosto de 2011, el director ejecutivo Michael Borman fue despedido por no cumplir con los objetivos de rendimiento y fue reemplazado por Greg Clark.
En diciembre de 2011, Thoma Cressey Bravo adquirió la empresa por 1,300 millones de dólares.
En marzo de 2012, David Murphy fue nombrado director de operaciones y presidente de la empresa.
En diciembre de 2012, la empresa adquirió Crossbeam Systems, fabricante de la serie X de dispositivos de seguridad.
En mayo de 2013, la empresa adquirió Solera Networks, especializada en seguridad de big data.
En diciembre de 2013, la empresa adquirió Norman Shark, una firma especializada en antimalware.
En 2014, la tecnología de Elastica fue incorporada a los productos de Blue Coat, y su servicio de suscripción Audit fue integrado en el Appfeed de Blue Coat en las puertas de enlace ProxySG.
En junio de 2015, la empresa adquirió Perspecsys, dedicada a la seguridad en la nube.
También en marzo de 2015, la empresa integró tecnologías de sus adquisiciones de Norman Shark y Solera Networks para crear una familia de productos basada en la nube llamada Global Intelligence Network.
También en marzo de 2015, la empresa presionó al investigador de seguridad Raphaël Rigo para cancelar su charla en SyScan '15.Aunque la presentación de Raphaël no contenía información sobre vulnerabilidades en la plataforma ProxySG, la empresa alegó preocupaciones de que la charla podría "proporcionar información útil para las evaluaciones de seguridad en curso de ProxySG por parte de Blue Coat." La cancelación de la charla fue duramente criticada por varios investigadores y profesionales de seguridad prominentes, quienes en general valoran positivamente la divulgación de información técnica sobre productos de seguridad ampliamente utilizados.
En marzo de 2015, Bain Capital adquirió la empresa a Thoma Bravo por 2,400 millones de dólares.Bain indicó que esperaba lanzar otra oferta pública inicial (IPO)y, varios meses después, fuentes anónimas señalaron que la empresa estaba buscando bancos de inversión con ese propósito.
En agosto de 2015, la empresa lanzó el Ecosistema de Alianza de Detección y Respuesta en el Endpoint (EDR) para compartir información sobre amenazas de seguridad informática entre proveedores y empresas.Su primer programa de canales se inició ese marzoy el Programa de Socios Cloud Ready fue anunciado en abril siguiente.
En noviembre de 2015, la empresa adquirió Elastica, dedicada a la seguridad en la nube, por 280 millones de dólares.
Para 2015, la empresa tenía 200 millones de dólares en ganancias anuales y alrededor de 600 millones en ingresos, un aumento del 50 % respecto a 2011.
El 2 de junio de 2016, la empresa presentó nuevamente planes para una oferta pública de venta (OPV).Sin embargo, el 13 de junio de 2016, abandonó dichos planes y anunció que Symantec había acordado adquirir la empresa por 4,650 millones de dólares.La adquisición se completó el 1 de agosto de 2016 y los productos de la empresa fueron integrados en los de Symantec.
El director ejecutivo de Blue Coat, Greg Clark, fue nombrado director ejecutivo de Symantecy el director de operaciones de Blue Coat, Michael Fey, fue nombrado presidente y director de operaciones de Symantec.

## Uso por regímenes represivos
Los dispositivos de Blue Coat son lo que se conoce como una tecnología de "uso dual", ya que pueden utilizarse tanto para proteger redes corporativas como por gobiernos para censurar y monitorear el tráfico de internet del público.Estos aparatos pueden ver ciertos tipos de tráfico cifrado,bloquear sitios web o registrar el tráfico web.
En octubre de 2011, el gobierno de Estados Unidos investigó las afirmaciones hechas por Telecomix, un grupo hacktivista, que señalaban que Siria estaba utilizando productos de Blue Coat Systems para la censura en internet.Telecomix publicó 54 GB de datos de registro que supuestamente fueron extraídos de 7 dispositivos Blue Coat Web Gateway, los cuales mostraban términos de búsqueda, como "Israel" y "proxy", que fueron bloqueados en el país usando dichos dispositivos.Posteriormente, la empresa reconoció que sus sistemas estaban siendo utilizados en Siria, pero afirmó que el equipo fue vendido a intermediarios en Dubái para su uso por parte de una agencia gubernamental iraquí.
A pesar de que los sistemas enviaban constantemente señales de "latido" (heartbeat) directamente a Blue Coat, la empresa afirmó que no supervisaba los registros para identificar desde qué país se estaba comunicando un dispositivo.Blue Coat anunció que dejaría de proporcionar actualizaciones, soporte y otros servicios para los sistemas que operaban en Siria.En abril de 2013, la Oficina de Industria y Seguridad anunció un acuerdo civil por 2.8 millones de dólares con Computerlinks FZCO, un revendedor de Dubái, por violaciones a las Regulaciones de Administración de Exportaciones relacionadas con la transferencia de productos de Blue Coat a Siria.
Los dispositivos de la empresa también fueron utilizados para impedir que el público accediera a ciertos sitios web en Baréin, Catar y Emiratos Árabes Unidos, entre otros.Para 2013, Citizen Lab había publicado tres informes sobre la presencia de dispositivos de la compañía en países conocidos por usar tecnología para violar los derechos humanos.Identificó 61 países que utilizaban dispositivos de Blue Coat, incluidos aquellos conocidos por censurar y vigilar la actividad en internet de sus ciudadanos, como China, Egipto, Rusia y Venezuela.Sin embargo, "aún no está claro exactamente cómo se están utilizando estas tecnologías, pero los expertos dicen que las herramientas podrían permitir a gobiernos represivos espiar a sus oponentes".